# Bathycopea parallela
Bathycopea parallela là một loài chân đều trong họ Ancinidae. Loài này được Birstein miêu tả khoa học năm 1963.